# Dżigurowo
Dżigurowo (bułg. Джигурово) – wieś w Bułgarii, w obwodzie Błagojewgrad, w gminie Sandanski. Według Ujednoliconego Systemu Ewidencji Ludności oraz Usług Administracyjnych dla Ludności, 15 marca 2016 roku miejscowość liczyła 744 mieszkańców.
W centrum wsi znajduje się plac z wiekowym platanem o unikalnym kształcie pnia.